# Palais de l'Isle
Il Palais de l'Île fu la residenza del castellano di Annecy dal XII secolo. Dal 1900 è classificato Monumento storico di Francia.

## Storia e descrizione
Il forte venne edificato per volere del conte di Ginevra nel 1132 e fu realizzato in più fasi fino al XVI secolo. Il palazzo fu collocato nel mezzo del fiume Thiou su una piccola isola. La curiosità è che questo palazzo ha una forma triangolare ed è rivolto verso il lago di cui il fiume è un emissario naturale. La sua forma evoca l'immagine di una nave ancorata tra le case che con la sua prua divide instancabilmente le acque.
Acquistato dalla famiglia De Gineve nel XIII secolo, la fortezza dopo divenne la residenza della famiglia Monthoux. Nel 1355 Palais De L'Île fu sede della Zecca, fino a quando fu acquistato da Janus di Savoia. Successivamente, quando i conti di Ginevra si stabilirono ad Annecy, il palazzo fu utilizzato come centro amministrativo e sede del governo fino al 1659. Dopo il 1713 diventò sede del palazzo di giustizia e fu anche utilizzato in modo meno prestigioso, come casa di cura per persone anziane. Le autorità rivoluzionarie lo trasformarono nella prigione della città nel 1864. Durante la seconda guerra mondiale venne utilizzato di nuovo come carcere e divenne tristemente famoso perché durante la resistenza fu usato dai nazisti per rinchiudervi molti partigiani.
Il palazzo, che stava per essere demolito, fu salvato grazie alla sua classificazione come monumento storico francese nel 1900 e poi come museo nel 1952.
A causa del lungo periodo impiegato per ultimare l'edificio, il palazzo si presenta come un complesso di edifici comunicanti tutti su una piccola corte, al fondo della quale si trova una piccola cappella ortodossa. Come ogni castello ha anche alcuni segreti, infatti secondo alcuni esperti e appassionati Palais de l'Île ha un lungo sotterraneo comunicante con un altro castello: Château de Nemours; mentre molti ricercatori sospettano l'esistenza di un altro sotterraneo che porterebbe a una vecchia città che era stata sepolta dal lago.
Oggi è sede del museo municipale della città e ospita il "Centro d'interpretazione dell'architettura e del patrimonio", che è dedicato alle vicende storiche della città e dell'Alta-Savoia con raccolte lapidarie ma ospita anche mostre contemporanee.